# Europa Cup (korfbal) 2019
De Europacup korfbal 2019 was de 34e editie van dit internationale zaalkorfbaltoernooi. De speellocatie was Kortrijk, België. Het toernooi werd gehouden van 10 t/m 12 januari 2019.

## Deelnemers
Poule A
| Club               | Plaats    | Poule |
| ------------------ | --------- | ----- |
| Boeckenberg        | Antwerpen | A     |
| NC Benfica         | Lissabon  | A     |
| Trojans KC         | Croydon   | A     |
| Marmara University | Istanboel | A     |

Poule B
| Club               | Plaats            | Poule |
| ------------------ | ----------------- | ----- |
| TOP/Solar Compleet | Sassenheim        | B     |
| SG Pegasus         | Bergisch Gladbach | B     |
| SZAC Budapest      | Boedapest         | B     |
| TKK Brno           | Brno              | B     |

## Speelschema

### Poulefase - 10 januari 2019
| Tijd      | Thuisploeg         |   | Uitploeg           | Uitslag |
| --------- | ------------------ | - | ------------------ | ------- |
| 09.00 uur | Marmara University | - | Benfica            | 8-23    |
| 10.15 uur | SZAC Budapest      | - | TKK Brno           | 16-10   |
| 11.30 uur | Boeckenberg        | - | Trojans            | 13-12   |
| 12.45 uur | TOP                | - | Pegasus            | 14-6    |
| 16.00 uur | Trojans            | - | Marmara University | 21-6    |
| 17.00 uur | Pegasus            | - | SZAC Budapest      | 11-8    |
| 19.00 uur | Boeckenberg        | - | Benfica            | 13-6    |
| 20.15 uur | TOP                | - | TKK Brno           | 25-8    |

### Poulefase -  11 januari 2020
| Tijd      | Thuisploeg    |   | Uitploeg           | Uitslag |
| --------- | ------------- | - | ------------------ | ------- |
| 09.00 uur | Benfica       | - | Trojans            | 13-14   |
| 10.15 uur | TKK Brno      | - | Pegasus            | 15-17   |
| 11.30 uur | Boeckenberg   | - | Marmara University | 16-13   |
| 12.45 uur | SZAC Budapest | - | TOP                | 9-18    |

### Play-offs - 11 + 12 januari 2020
|  | halve finale | halve finale |  |             | finale | finale |
|  |              |              |  |             |        |        |
|  |              |              |  |             |        |        |
|  | TOP          | 21           |  |             |        |        |
|  | Trojans      | 5            |  |             |        |        |
|  |              |              |  |             | TOP    | 31     |
|  |              |              |  | Boeckenberg | 16     |        |
|  | Boeckenberg  | 17           |  |             |        |        |
|  | Pegasus      | 12           |  |             |        |        |

| Kampioen EuropaCup 2019         |
| ------------------------------- |
| TOP/Solar Compleet Vijfde titel |

## Eindklassement
| Positie | Club               |
| ------- | ------------------ |
| Goud    | TOP                |
| Zilver  | Boeckenberg        |
| Brons   | Trojans            |
| 4       | Pegasus            |
| 5       | Benfica            |
| 6       | SZAC Budapest      |
| 7       | TKK Brno           |
| 8       | Marmara University |